# Dommitzsch

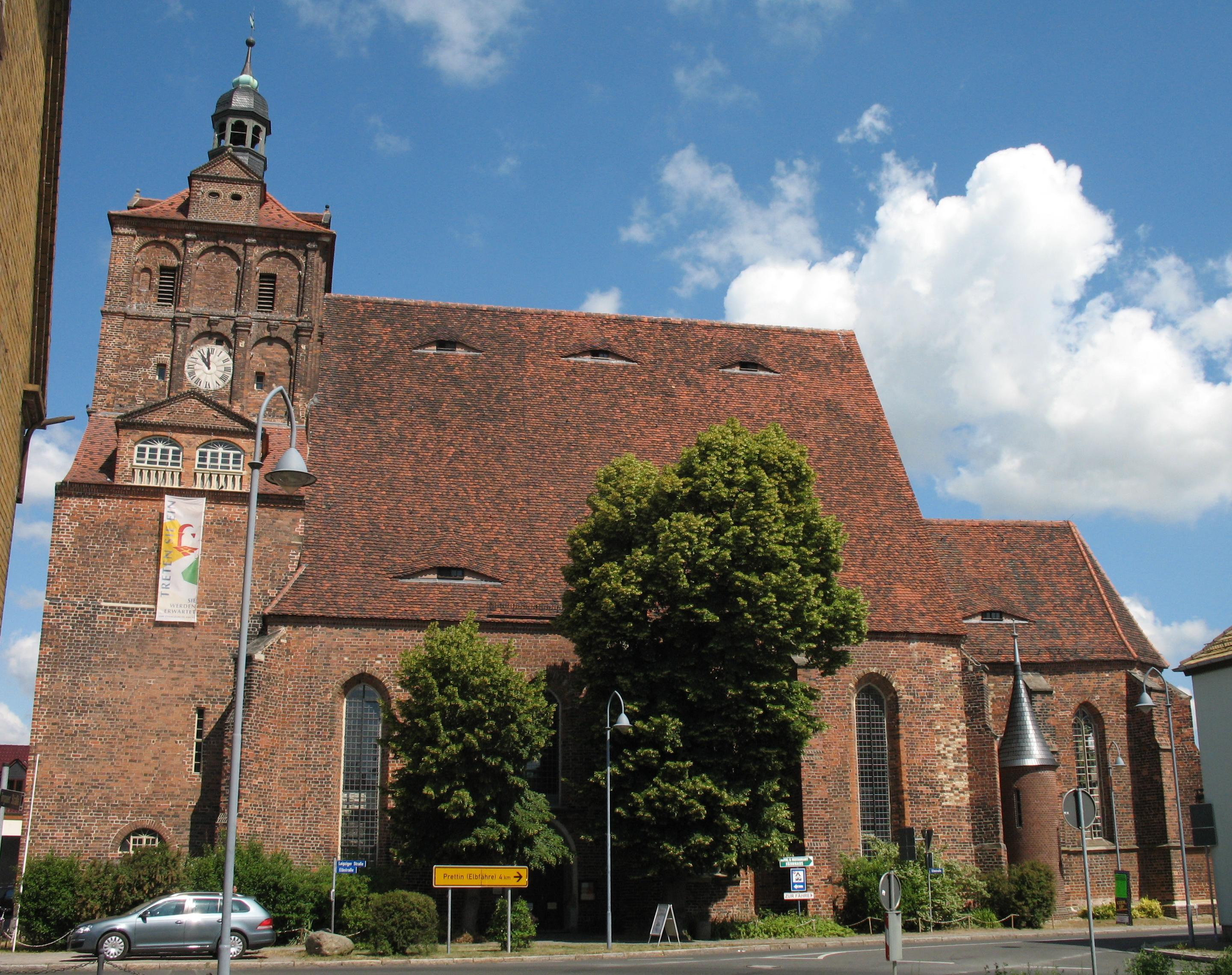
Église

Dommitzsch est une ville de Saxe (Allemagne), située dans l'arrondissement de Saxe-du-Nord, dans le district de Leipzig.